# 白斑副鱸
白斑副鱸，為輻鰭魚綱鱸形目鱸亞目鮨科的其中一種，被IUCN列為瀕危保育類動物，分布於東南太平洋區的加拉巴哥群島海域，棲息深度10-75公尺，體長可達50.8公分，生活在岩石海岸，為底棲性魚類，屬肉食性，生活習性不明。